# Dictyocaryum
Dictyocaryum, rod palmi smješten u tribus Iriarteeae, potporodica Arecoideae. Postoje tri vrste u tropskoj Americi: Panama, Brazil, Venezuela, Bolivija, Kolumbija, Gvajana, Ekvador i Peru.

## Vrste
1. Dictyocaryum fuscum (H.Karst.) H.Wendl.
2. Dictyocaryum lamarckianum (Mart.) H.Wendl.
3. Dictyocaryum ptarianum (Steyerm.) H.E.Moore & Steyerm.

## Sinonimi
- Dahlgrenia Steyerm.